# Premio Internacional Cataluña
El Premio Internacional Cataluña (en catalán, Premi Internacional Catalunya) es un premio internacional español, otorgado cada año por la Generalidad de Cataluña desde 1989. Con el premio se reconoce el trabajo de personas que no solo hayan contribuido al desarrollo de la cultura, la ciencia, la economía, sino que además hayan destacado por haber realizado sus trabajos con un alto compromiso ético y humanístico.
Instituciones y entidades de todo el mundo presentan cada año candidatos, y un jurado, compuesto por diversas personalidades de diversos ámbitos, e independientes de la Generalidad, conceden cada año el premio, que sólo se entrega a personas vivas, y no puede entregarse a título póstumo. En diversas ocasiones el premio se ha concedido a varias personas ex aequo.
El premio es entregado, a principios del mes de marzo, por el presidente de la Generalidad de Cataluña, y consiste en una dotación económica y una obra de arte.

## Historial
| Año  | Premiado                                                    | Nacionalidad                                                | Actividad                                   | Referencias |
| ---- | ----------------------------------------------------------- | ----------------------------------------------------------- | ------------------------------------------- | ----------- |
| 1989 | Karl Popper                                                 | Reino Unido                                                 | Filósofo                                    |             |
| 1990 | Abdus Salam                                                 | Pakistán                                                    | Físico                                      |             |
| 1991 | Jacques Cousteau                                            | Francia                                                     | Oceanógrafo                                 |             |
| 1992 | Mstislav Rostropóvich                                       | Rusia                                                       | Violonchelista                              |             |
| 1993 | Luigi Luca Cavalli-Sforza                                   | Italia                                                      | Genetista                                   |             |
| 1994 | Edgar Morin                                                 | Francia                                                     | Sociólogo                                   |             |
| 1995 | Václav Havel Richard von Weizsäcker                         | República Checa · Alemania                                  | Escritor, ensayista y político Político     |             |
| 1996 | Yaşar Kemal                                                 | Turquía                                                     | Novelista                                   |             |
| 1997 | Amartya Sen                                                 | India                                                       | Economista                                  |             |
| 1998 | Jacques Delors                                              | Francia                                                     | Político                                    |             |
| 1999 | Doris Lessing                                               | Reino Unido                                                 | Escritora                                   |             |
| 2000 | Abdallah Laroui                                             | Marruecos                                                   | Historiador                                 |             |
| 2001 | Andrea Riccardi                                             | Italia                                                      | Historiador                                 |             |
| 2002 | Harold Bloom                                                | Estados Unidos                                              | Ensayista                                   |             |
| 2003 | Nawal al-Sa'dawi                                            | Egipto                                                      | Escritora y activista social                |             |
| 2004 | Sari Nusseibeh Amos Oz                                      | Palestina Israel                                            | Filósofo y escritor                         |             |
| 2005 | Claude Lévi-Strauss                                         | Francia                                                     | Antropólogo                                 |             |
| 2006 | Pere Casaldáliga                                            | España                                                      | Religioso                                   |             |
| 2007 | Edward Osborne Wilson                                       | Estados Unidos                                              | Entomólogo, biólogo y divulgador científico |             |
| 2008 | Cynthia Maung Aung San Suu Kyi                              | Birmania                                                    | Médico Activista política                   |             |
| 2009 | Bill Viola                                                  | Estados Unidos                                              | Videoartista                                |             |
| 2010 | Jimmy Carter                                                | Estados Unidos                                              | Político                                    |             |
| 2011 | Haruki Murakami                                             | Japón                                                       | Escritor                                    |             |
| 2012 | Luiz Inácio Lula da Silva                                   | Brasil                                                      | Metalúrgico, sindicalista y político        |             |
| 2013 | Malala Yousafzai Gro Harlem Brundtland                      | Pakistán · Noruega                                          | Estudiante, activista Política              |             |
| 2014 | Desmond Tutu                                                | Sudáfrica                                                   | Activista                                   |             |
| 2015 | Jane Goodall                                                | Reino Unido                                                 | Primatóloga                                 |             |
| 2016 | Josep Baselga Manel Esteller Joan Massagué                  | España                                                      | Oncólogos                                   |             |
| 2017 | Costa Gavras                                                | Grecia · Francia                                            | Director de cine                            |             |
| 2018 | Vinton Cerf                                                 | Estados Unidos                                              | Científico de la computación                |             |
| 2019 | Ngũgĩ wa Thiong'o                                           | Kenia                                                       | Escritor y Activista                        |             |
| 2020 | Dania El Mazloum Anxhela Gradeci Tijana Postic Özlem Türeci | Italia · Albania · Bosnia y Herzegovina , España · Alemania | Doctora Enfermera Doctora e Inmunóloga      |             |
| 2021 | Judith Butler                                               | Estados Unidos                                              | Filósofa y Activista                        | [1]         |
| 2022 | Svetlana Aleksiévich                                        | Bielorrusia                                                 | Escritora y Periodista                      |             |
| 2023 | Joseph Stiglitz                                             | Estados Unidos                                              | Economista                                  |             |
| 2024 | Amin Maalouf                                                | Líbano                                                      | Escritor                                    | [2]         |